# NGC 1101
NGC 1101 é uma galáxia lenticular (S0) localizada na direcção da constelação de Cetus. Possui uma declinação de +04° 34' 43" e uma ascensão recta de 2 horas, 48 minutos e 14,7 segundos.
A galáxia NGC 1101 foi descoberta em 22 de Novembro de 1876 por Édouard Jean-Marie Stephan.